# انحياز (إحصاء)

التحيز والتباين يساهمان في الخطأ الكلي

الانحياز الإحصائي أو التحيز الإحصائي (بالإنجليزية: Statistical bias)‏ هو مجموع الخاصيات المنهجية أو الظواهر الخارجية التي تؤدي إلى توليد أخطاء في الدراسات الإحصائية.

## مفهوم التحيز
التحيز في الإحصاء يشير إلى توليفة العوامل التي تؤدي إلى توليد أخطاء في الدراسات الإحصائية؛ هذه العوامل تتوزع على أصناف متنوعة ويمكن أن تكون ناتجة عن أخطاء في منهجيات وضع الدراسة (مخطط الاستعيان مثلا) أو محدودية وسائل القياس ويمكن أن تشمل أيضا مفسرات اجتماعية أو معرفية أو هيكلية بل حتى نفسية في حالة التحيزات الناتجة عن ضجر المستجوبين خلال الاستبيانات الطويلة، والتي يمكن أن تدفعهم إلى التصريح بإجابات عشوائية لإنهاء الاستجواب في أسرع وقت. لا يجب الخلط بين التحيز وهامش الخطأ. هذا الأخير يعبر عن خطأ الاستعيان الملاحظ خلال عمليات الاعتيان. مفهوم التحيز ذو بعد هيكلي ويرتبط بالمنهجية في حد ذاتها أي أنه يصف المخاطر الكامنة في المنهجية ولو شمل الاعتيان الجمهرة الإحصائية بأكملها.
يمكن تلخيص أهمية التحيز بربطه بمفهوم التباين: المنهجية المثلى في دراسة إحصائية تقضي بالتحييد القصوي للتحيز بشكل يحصر جودة ووثوقية النواتج على مستويات التباين، التي يمكن التحكم فيها إحصائيا.

### مثال على الفرق بين التحيز وهامش الخطأ
باعتبار بحث إحصائي يروم الكشف عن الاهتمامات السكانية بالإنتاجات السينمائية، إذا قمنا بوضع مخطط اعتيان فقط ضمن عملاء القاعات السينمائية نكون أمام تحيز في منهجية وضع العينة، ناتج عن إقصاء هواة السينما الذين لا يذهبون إلى قاعات السينما.هذا التحيز سيظل واردا ولو تم تعميم البحث على كل رواد القاعات السينمائية.
هذا التحيز لا علاقة له بهامش الخطأ الذي يرتبط أكثر بحجم العينة وطريقة سحبها وجودة تمثيليتها للجمهرة الإحصائية.

## أنواع التحيز

### تحيزات إحصائية
- تحيز الاختيار: يضم مجموعة من التحيزات الناتجة عن ضعف تمثيلية عينة ما للجمهرة الإحصائية الأم. مخاطر وجود تحيزات اختيار ترتفع في حالات الدراسات المستعرضة ودراسات الحالات والشواهد. يدخل في هذا النطاق تحيز الطيف[3] الذي يمكن ملاحظته في الاختبارات الطبية التي يكون فيها اختيار العينات المدروسة يميل إلى الحالات ذات الأعراض الحادة (أو العكس).
- تحيز المقدِّر: وهو الناتج عن بنية الإحصائية المقدِّرة للمعلمة كما في حالة تباين العينة التي تعتبر في صيغتها البديهية (دون معامل التصحيح {\displaystyle {\frac {1}{n-1}}}) مقدِّرا متحيزا لتباين الجمهرة.
- تحيز المتغير المتجاهَل (أو المحذوف): الذي يتسبب فيه تجاهل أو حذف متغير مستقل، ذي قوة تفسيرية لا يمكن تجاهلها، في إطار عملية نمذجة إحصائية.
- تحيز التحقق: في الاختبارات الطبية يحدث أن يؤدي اختبار تشخيصي إلى نتيجة سلبية (بالنسبة للمريض) مما يؤثر على الرغبة في إجراء اختبارات مرجعية أخرى (لدى المريض والطاقم الطبي على حد سواء).[4]
- تحيز الاختيار الذاتي: الناتج عن حالات مقارنات العينات المشكوك في عشوائيتها، مثلا عناصر العينة المدروسة هم من اختاروا انتماءهم إلى عينة محددة. بينت دراسة لعالم البيولوجيا الأمريكي ستوارت هورلبرت بأن 27% من البحوث البيئية بين 1960 و1984 شابتها تحيزات اختيار ذاتي.[5]
- ارتياب القياس: عندما تكون وسائل القياس (أجهزة مثلا) غير آمنة أو مشكوكة في موثوقيتها.
- انحياز للإبلاغ: يتمثل في وجود مخاطر توجيه (ذاتي أو مفروض) أو رقابة للمعلومات المصرح بها (أو الملاحظة) خلال دراسة إحصائية. في الوبائيات مثلا، تصادف مخاطر تحيز من هذا النوع خلال جمع معلومات التاريخ الطبي للحالات المدروسة. يشمل هذا التحيز أيضا تحيزات أخرى، غير إحصائية وذات طابع معرفي أو مؤسساتي، من قبيل انحياز النشر والانحياز للمصلحة الذاتية، اللذان يصفان النزعة إلى رهن مخرجات الدراسات بمدى إيجابيتها أو صداها العلمي أو الإعلامي على حساب أهداف البحث العلمي الأساسية.